# Chiesa di Santa Brigida (Roncegno Terme)
La chiesa di Santa Brigida è la parrocchiale patronale di Santa Brigida, frazione di Roncegno Terme in Trentino. Appartiene alla zona pastorale Valsugana - Primiero dell'arcidiocesi di Trento e risale al XII secolo.

## Storia
Il nucleo primitivo della chiesa patronale a Santa Brigida, costruita su una collina sopra le case di Rozzati vicino al torrente Chiavona, risale al XII secolo. La chiesa venne citata documentalmente una prima volta nel 1533 indicando come, in tale epoca, fosse custodita da un frate eremita.

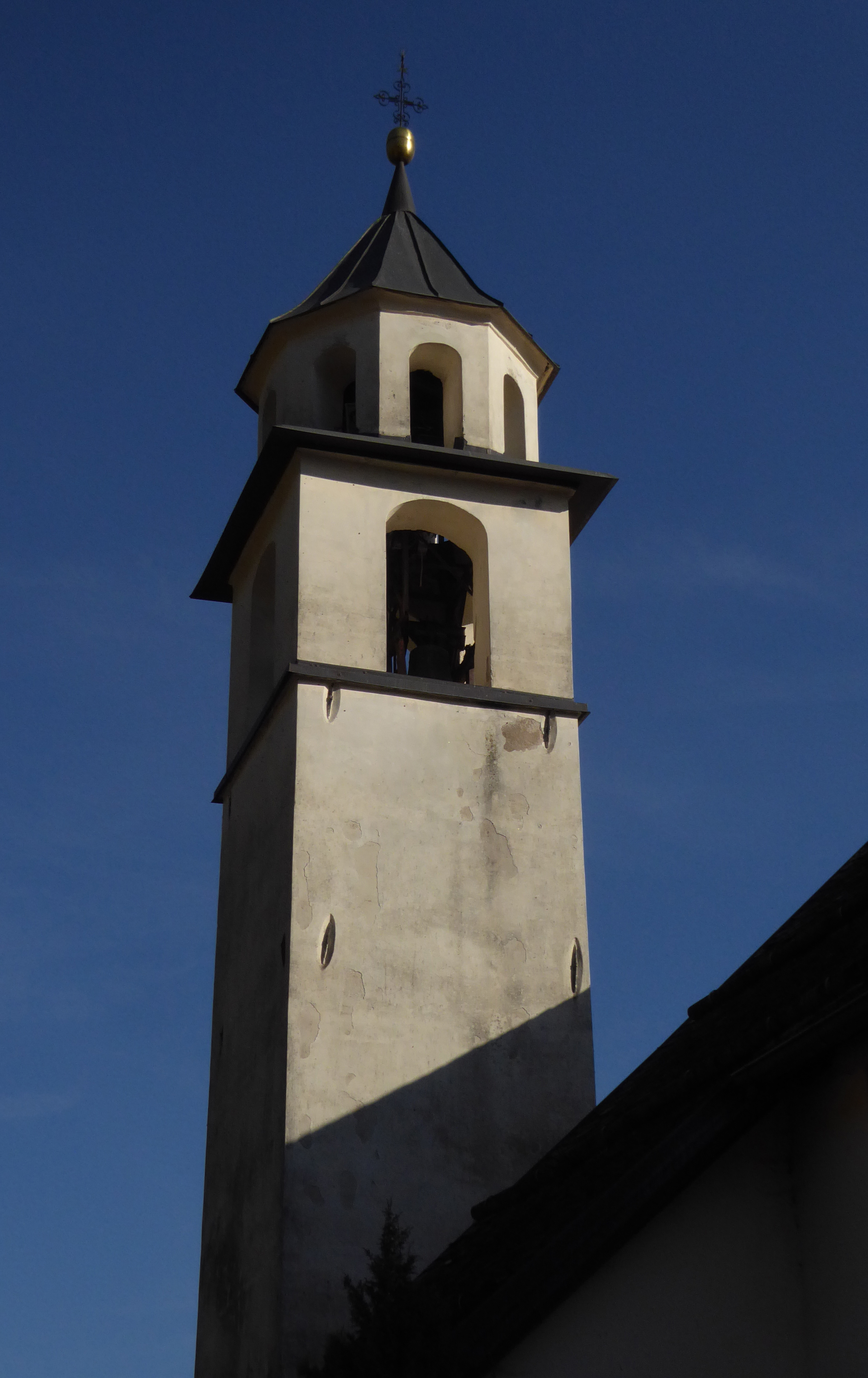
Torre campanaria

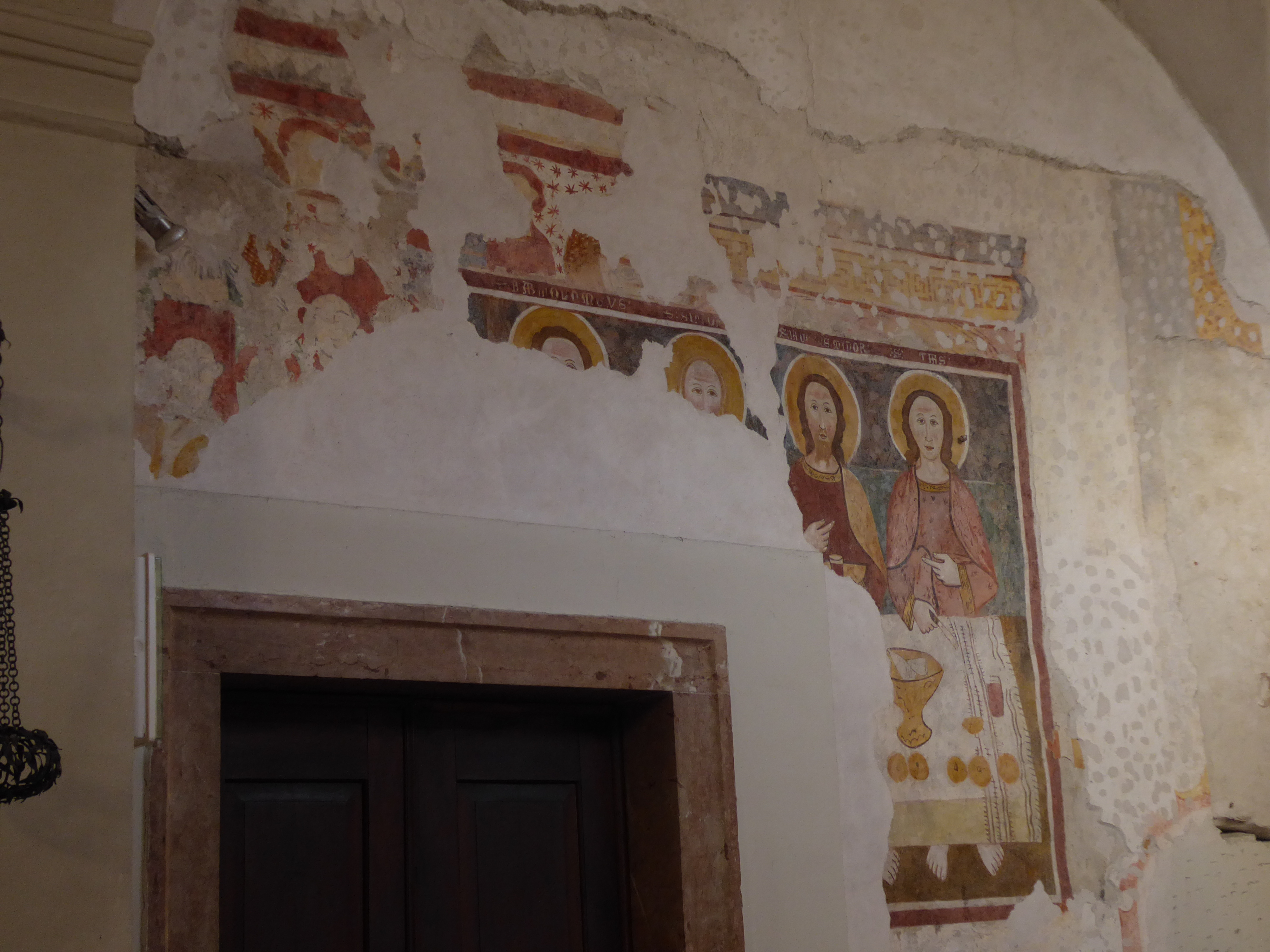
Affreschi nel presbiterio

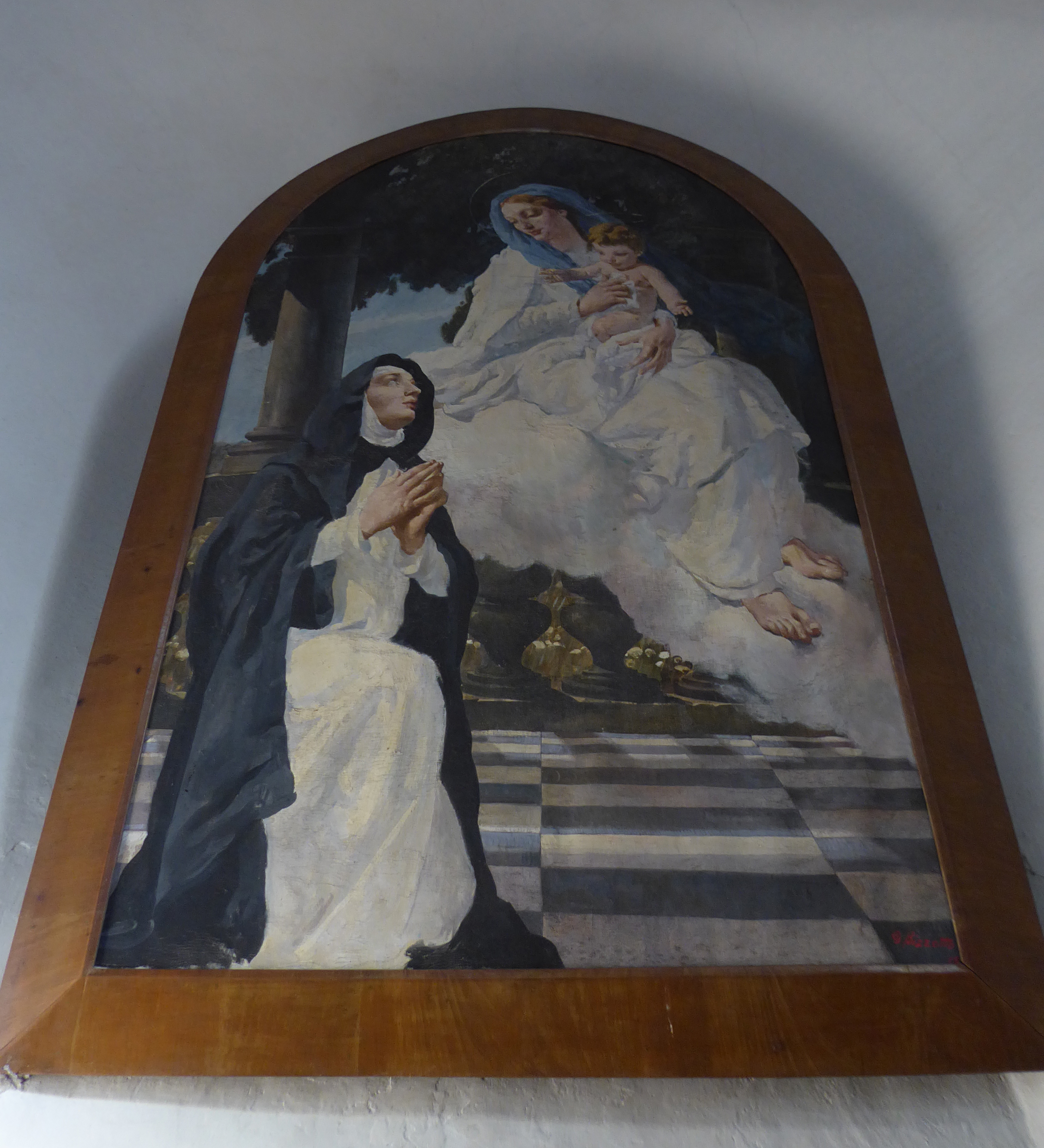
Pala d'altare raffigurante Madonna con bambino e Santa Brigida

Il periodo nel quale sono stati dipinti gli affreschi che hanno permesso questa ricostruzione storica fanno attribuire la dedicazione non a Santa Brigida di Svezia, vissuta in epoca posteriore, ma a Santa Brigida d'Irlanda, nata verso la metà del V secolo.
Attorno al 1460 la dedicazione e lo stato della chiesa mutarono. Dalla primitiva Santa Maria, legata alla pieve di Borgo Valsugana, venne intitolata a Santa Brigida, ed entrò nella nuova parrocchia. Nelle visite pastorali che seguirono, sino al 1576, l'intitolazione risultò ancora per Santa Maria e poi mutò per i Santi Brigida e Severo, sino al 1585. Dopo quel momento l'intitolazione fu esclusivamente per Santa Brigida.
Alla fine del XVI secolo durante due visite pastorali venne disposta l'imbiancatura della facciata e la protezione dell'accesso alla torre campanaria con una nuova porta. All'inizio del secolo successivo vennero apportate modifiche migliorative alla torre campanaria ed all'accesso principale sulla facciata.
Durante il XVIII secolo vennero effettuati lavori di manutenzione sia alla chiesa sia al vicino cimitero e nel 1786, sotto l'aspetto della giurisdizione ecclesiastica, entrò a far parte della diocesi di Trento lasciando quella di Feltre. Alla fine del secolo fu oggetto di restauri.
Nel 1828 Francesco Saverio Luschin, vescovo di Trento, celebrò la consacrazione solenne della chiesa. Subito dopo ripresero i lavori di mantenimento e di protezione contro le infiltrazioni dall'umidità che tuttavia, anche durante la visita del 1840 di Giovanni Nepomuceno de Tschiderer, non erano stati ultimati.
Alla fine del secolo vennero eseguiti nuovi lavori come il rifacimento delle coperture, la sopraelevazione dell'intero edificio, l'edificazione di cappelle laterali e la ricostruzione della sacrestia.  Seguì una nuova consacrazione, nel 1892.
Con l'inizio del XX secolo gli interni vennero decorati ad affresco poi, durante il primo conflitto mondiale, venne gravemente danneggiata e spogliata delle suppellettili che conteneva. Nel primo dopoguerra fu oggetto di restauri e, nel 1919, venne elevata a dignità parrocchiale. Nel biennio 1936-1937 venne rifatta la copertura del tetto, fu ritinteggiata e gli interni vennero rinnovati.
Negli anni settanta e ottanta fu interessata da nuove ristrutturazioni con l'adeguamento degli impianti, la sostituzione del manto di copertura del tetto, il rifacimento delle intonacature, il consolidamento della struttura campanaria, la nuova pavimentazione della sala ed una revisione delle protezioni contro le infiltrazioni di umidità.
Gli ultimi restauri conservativi del secolo hanno visto la posa di una nuova copertura sul tetto, con scandole di larice. Verso il 2001 è stato completato il restauro degli affreschi della facciata e di quelli rimessi in luce nella zona presbiteriale.